# هاچه سو
هاچه‌سو روستایی از دهستان هولاسو، بخش مرکزی، شهرستان شاهین‌دژ، استان آذربایجان غربی در ۴ کیلومتری شرق شاهین دژ قرار دارد. جمعیت این روستا در سال ۱۳۸۵ برابر با ۱۵۲۲ نفر و ۳۹۹ خانوار بوده‌است.